# Jänkkälompolo
Jänkkälompolo är en sjö i Kiruna kommun i Lappland och ingår i Torneälvens huvudavrinningsområde. Sjön har en area på 0,0939 kvadratkilometer och ligger 319,2 meter över havet. Jänkkälompolo ligger i Torne och Kalix älvsystem Natura 2000-område. Sjön avvattnas av vattendraget Pysäjoki.

## Delavrinningsområde
Jänkkälompolo ingår i det delavrinningsområde (750712-174457) som SMHI kallar för Ovan 751057-174347. Medelhöjden är 381 meter över havet och ytan är 20,33 kvadratkilometer. Det finns inga avrinningsområden uppströms utan avrinningsområdet är högsta punkten. Pysäjoki som avvattnar avrinningsområdet har biflödesordning 2, vilket innebär att vattnet flödar genom totalt 2 vattendrag innan det når havet efter 337 kilometer. Avrinningsområdet består mestadels av skog (82 procent) och sankmarker (12 procent). Avrinningsområdet har 0,21 kvadratkilometer vattenytor vilket ger det en sjöprocent på 1 procent.